# 대한민국 형사소송법 제110조
대한민국 형사소송법 제110조는 군사상 비밀과 압수에 대한 형사소송법의 조문이다.  법 집행 과정에서 공적 비밀을 보호하는 동시에, 공정한 법 집행과 권력 남용 방지 사이의 균형을 맞추려는 취지에서 마련되었다.

## 조문
제110조(군사상 비밀과 압수) ① 군사상 비밀을 요하는 장소는 그 책임자의 승낙 없이는 압수 또는 수색할 수 없다.
②전항의 책임자는 국가의 중대한 이익을 해하는 경우를 제외하고는 승낙을 거부하지 못한다.

第110條(軍事上 秘密과 押收) ① 軍事上 秘密을 要하는 場所는 그 責任者의 承諾 없이는 押收 또는 搜索할 수 없다.
②前項의 責任者는 國家의 重大한 利益을 害하는 境遇를 除外하고는 承諾을 拒否하지 못한다.

## 사례
- 2012년 이명박 대통령 관련 내곡동 특검팀의 청와대 경호처 압수수색 결정에서 청와대 측이 본 조를 들며 압수수색 영장 집행을 거부할 가능성이 제기된 적이 있다[1]

- 2017년 박근혜 대통령을 수사 중인 특별검사팀의 압수수색에 대해 청와대가 본 조를 근거로 불승인한 적이 있다[2]

- 2025년 대통령경호처가 대통령 관저 등에 대한 수사기관의 압수수색을 거부하면서 그 법적 근거로 본 조를 근거로 든 적이 있으며 이로 인해 윤석열 대통령 수색영장에는 ‘형사소송법 제110조와 제111조 적용은 예외로 한다’는 내용이 명시되었다.[3]

## 참고 문헌
- 손동권 신이철, 새로운 형사소송법(초판, 2013), 세창, 2013. ISBN 9788984114081

## 같이 보기
- 국가안보
- 대통령경호법